# Solar Dynamics Observatory
Solar Dynamics Observatory (SDO, укр. Обсерваторія сонячної динаміки) — космічний апарат для вивчення Сонця американського космічного агентства NASA в рамках програми «Життя із Зіркою» (Living With а Star, LWS). Мета програми LWS є розвиток наукових знань, необхідних для ефективного вирішення аспектів Сонячно-Земних зв'язків, які безпосередньо впливають на життя і суспільство. Мета SDO є розуміння впливу Сонця на Землю і навколоземний простір шляхом вивчення сонячної атмосфери на малих масштабах часу і простору і в багатьох довжинах хвиль одночасно.
Обсерваторія запущена на орбіту 11 лютого 2010 з мису Канаверал, на орбіту SDO вивела ракета-носій Atlas V. Висота орбіти апарата становить приблизно 33 тисячі кілометрів. За допомогою приладів на борту SDO буде збирати дані про Сонце і його магнітне поле і передавати їх на станцію в штаті Нью-Мексико. Планується, що в цілому час роботи апарата складе п'ять років.
SDO дозволить отримати дані, які стануть у пригоді для передбачення різного роду сонячних бурь. На момент старту світило поступово починає виходити з аномально тривалого періоду спокою.

## Галерея зображень обсерваторії сонячної динаміки

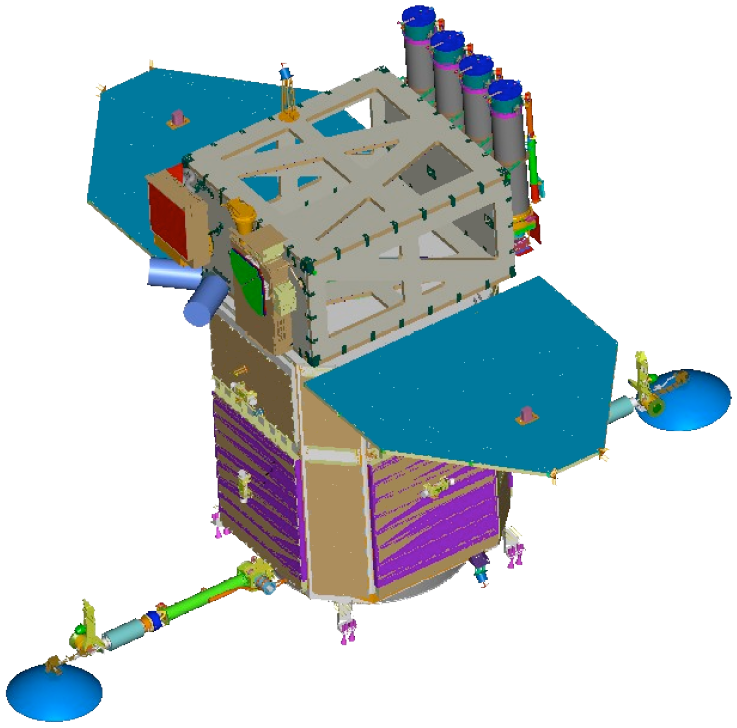
Трьохвимірна схема SDO.
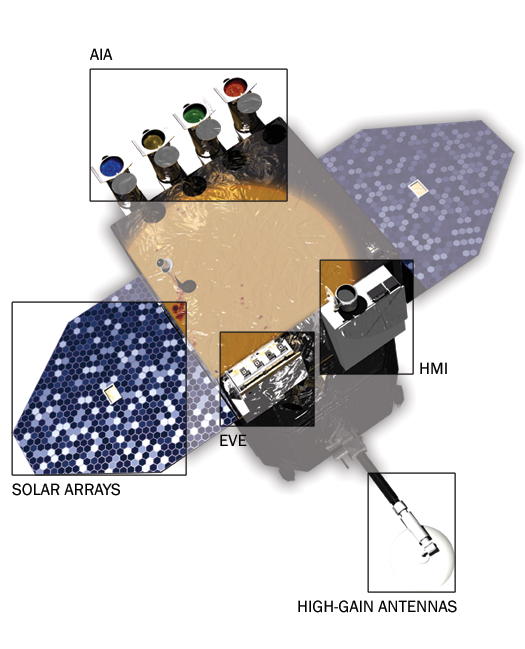
Інструменти SDO.
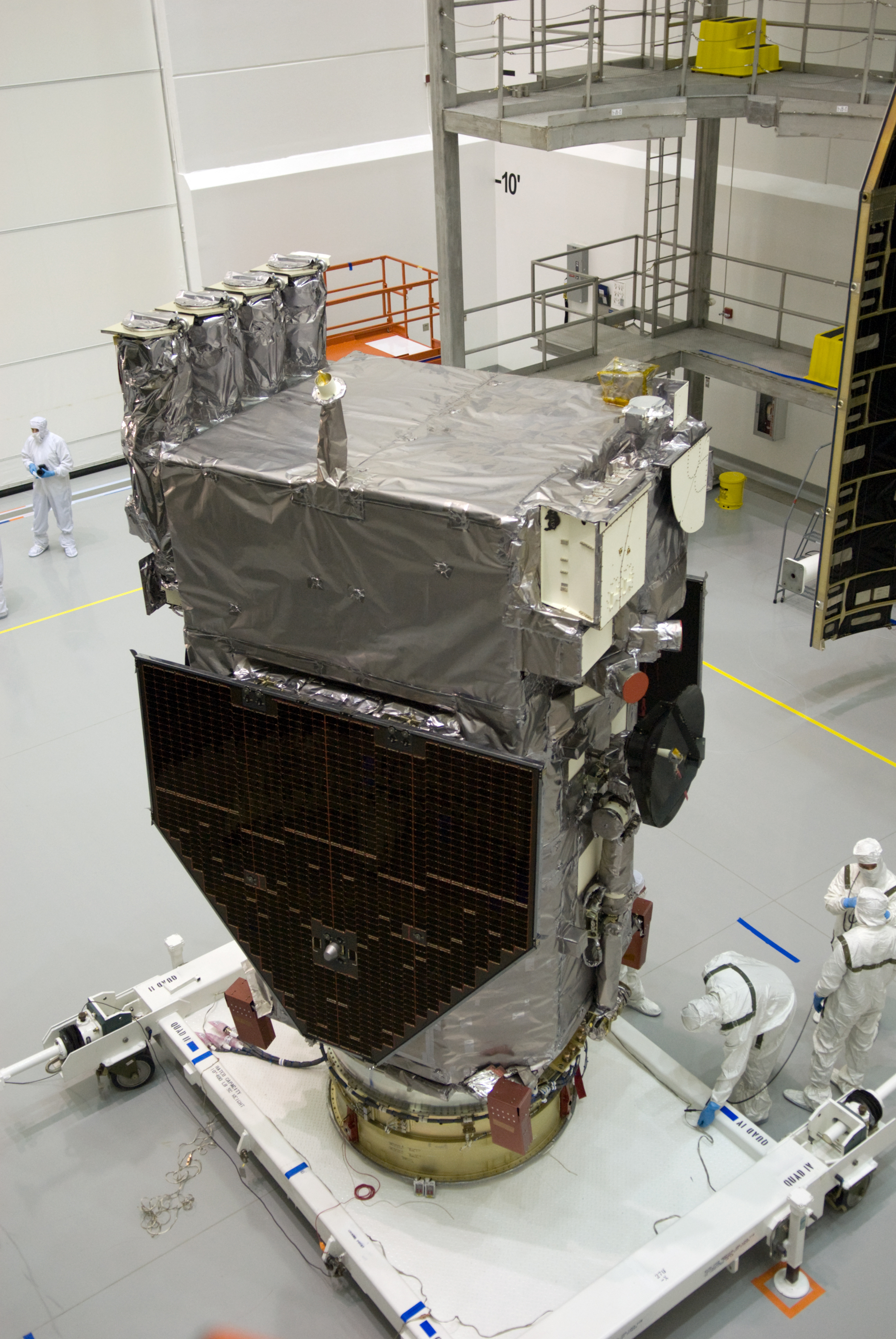
SDO готовий до інсталяції на ракету-носій Атлас для запуску в космос.
- Анімація запуску SDO на орбіту.

## Див.також
- Кеплер (орбітальний телескоп)
- Орбітальна станція «Мир»
- TRACE